# Oxacis lineatithoraz
Oxacis lineatithoraz is een keversoort uit de familie schijnboktorren (Oedemeridae). De wetenschappelijke naam van de soort is voor het eerst geldig gepubliceerd in 1927 door Pic.